# Lista de doenças causadas por seres vivos
A lista abaixo contém as doenças causadas por seres vivos a outros seres vivos, incluindo os humanos:

## Viroses
| Nome popular                                         | Agente etiológico                                                                                          | Forma de contágio | Hospedeiro |
| ---------------------------------------------------- | --- | --- | --- |
| Bronquiectasia                                       | vírus da família dos Adenovirus                                                                            | infecções por vírus, bactérias, fungos e micoplasmas, fibrose cística, obstruções brônquicas por corpos estranhos, inalação de vapores e gases tóxicos, drogas (heroína), transmissão congênita | homem |
| Bouba aviária                                        | Avipoxvirus sp.                                                                                            | picada de mosquito | aves |
| Bronquite                                            | Vírus sincicial respiratório, Rhinovirus sp., Coronavirus sp., Aviadenovirus sp.                           | vírus ou bactérias, poeira, ar poluído, vapores de gases tóxicos, fumaça do cigarro | aves, homem |
| Caxumba ou parotidite infecciosa                     | Rubulavirus sp.                                                                                            | fluidos corporais (saliva), via respiratória, contato direto | homem |
| Chicungunha ou chikungunya                           | Alphavirus sp.                                                                                             | picada da fêmea contaminada de mosquitos Aedes aegypti e Aedes albopictus | homem |
| COVID-19                                             | Coronavírus da síndrome respiratória aguda grave 2                                                         | fluidos corporais (saliva, sangue, secreção nasal), contato direto, inalação do vírus, superfícies contaminadas | homem |
| Coriomeningite linfocitária                          | vírus da família Arenaviridae                                                                              | urina dos ratos | homem |
| Dengue                                               | Flavivirus sp.                                                                                             | picada da fêmea contaminada de mosquitos Aedes aegypti e Aedes albopictus | primatas |
| Diarreia                                             | Rotavirus sp., Norovirus sp., Astrovirus sp., vírus da família dos Adenovirus                              | infecções por vírus, bactérias ou parasitas, água e alimentos contaminados, efeitos colaterais de drogas, intolerância à lactose | homem |
| Doença de Gumboro ou doença infecciosa da bursa      | vírus da família Birnaviridae                                                                              | fezes de aves infectadas | aves |
| Doença de inclusão citomegálica                      | Cytomegalovirus sp.                                                                                        | fluidos corporais (urina, saliva, sangue, lágrimas, sêmen e leite materno), relações sexuais, transplante de órgãos, transfusão sanguínea | homem |
| Doença de Marek ou neurolinfomatose                  | vírus da subfamília Alphaherpesvirinae                                                                     | aerossóis (vias aéreas) | aves |
| Doença de Newcastle                                  | Rubulavirus sp.                                                                                            | aerossóis (vias aéreas), fezes de aves infectadas | aves |
| Ébola                                                | Filovirus sp.                                                                                              | fluidos corporais (urina, saliva, sangue, lágrimas, sêmen e leite materno), relações sexuais | primatas |
| Encefalomielite                                      | virus da família Adenoviridae, Coxsackievirus sp., Cytomegalovirus sp., Echovirus, vírus do Nilo Ocidental | picada de mosquito | aves, equinos, homem                                                                                                  |
| Eritema infeccioso                                   | Parvovirus B19                                                                                             | fluidos corporais (urina, saliva, sangue, lágrimas, sêmen e leite materno), contato direto | homem |
| Esofagite                                            | Simplexvirus sp., Cytomegalovirus sp.                                                                      | refluxo gastroesofágico, infecção por vírus e fungos do gênero Candida, alergias alimentares, ingestão de soda cáustica | homem |
| Febre aftosa                                         | Aphtae epizooticae                                                                                         | fluidos corporais (urina, saliva, sangue, lágrimas, sêmen e leite materno), contato direto | todos os animais de casco fendido, principalmente bovinos, caprinos, bubalinos, suínos, ovinos e cervídeos, elefantes |
| Febre amarela                                        | Flavivirus sp.                                                                                             | picada da fêmea contaminada de mosquitos Aedes aegypti e Aedes albopictus | primatas |
| Febre do Nilo Ocidental                              | Flavivirus sp.                                                                                             | picada da fêmea contaminada de mosquitos do gênero Culex | aves, homem |
| Febre zika                                           | Vírus da Zika                                                                                              | picada da fêmea contaminada de mosquitos Aedes aegypti e Aedes albopictus | homem |
| Gripe                                                | Influenzavirus A, B e C                                                                                    | fluidos corporais (saliva, sangue, secreção nasal), contato direto, fezes de aves infectadas, inalação do vírus, objetos contaminados | aves, mamíferos |
| Gripe asiática                                       | Influenzavírus A subtipo H2N2                                                                              | fluidos corporais (saliva, secreção nasal), contato direto, fezes de aves infectadas, superfícies contaminadas | homem |
| Gripe aviária                                        | Influenza A subtipo H5N1                                                                                   | fluidos corporais (saliva, secreção nasal), contato direto, fezes de aves infectadas, superfícies contaminadas | aves, mamíferos |
| Gripe suína                                          | Influenzavírus A subtipos H1N1, H1N2, H2N3, H3N1 e H3N2                                                    | fluidos corporais (saliva, secreção nasal), contato direto, fezes de aves infectadas, superfícies contaminadas | aves, mamíferos |
| Hepatite                                             | Hepatovirus A, B, C, D, E, F e G, Cytomegalovirus sp.                                                      | alimentos e água contaminados, fluidos corporais (sangue), agulhas e materiais cortantes contaminados, relações sexuais, transfusão sanguínea, drogas (álcool, anti-inflamatórios, anticonvulsivantes, derivados imidazólicos, hormônios tireoidianos, anticoncepcionais, etc), distúrbios metabólicos (doença de Wilson, politransfundidos, hemossiderose, hemocromatose, etc) | primatas |
| Herpes                                               | Simplexvirus sp.                                                                                           | contato direto, relações sexuais | homem |
| Herpes zoster ou cobreiro                            | Varicellovirus sp.                                                                                         | contato com as secreções contidas nas vesículas e aerossóis (vias aéreas) | homem |
| Hipertensão pulmonar                                 | Rhadinovirus sp.                                                                                           | fluidos corporais (saliva, sêmen), relações sexuais, enfisema pulmonar ou doença cardíaca congênita | homem |
| Leucemia/linfoma de células T do adulto              | HTLV-1 | relações sexuais, transmissão sanguínea, seringas contaminadas | homem |
| Leucose linfoide                                     | virus da família Retroviridae                                                                              | transmissão congênita | aves |
| Molusco contagioso                                   | Molluscipoxvirus sp.                                                                                       | relações sexuais, contato direto, objetos contaminados | homem |
| Mononucleose infecciosa                              | Vírus Epstein-Barr                                                                                         | fluidos corporais (saliva) | homem |
| Poliomielite                                         | Enterovirus poliovirus                                                                                     | água e alimentos contaminados | homem |
| Raiva ou hidrofobia                                  | Lyssavirus sp.                                                                                             | mordida ou arranhões de animais infectados, transplante de órgãos, relações sexuais | mamíferos |
| Resfriado                                            | vírus da família dos Picornavirus e Coronavirus                                                            | fluidos corporais (saliva, secreção nasal), inalação do(s) vírus, contato direto | homem |
| Roséola ou exantema súbito                           | Roseolovirus sp.                                                                                           | fluidos corporais (saliva, secreção nasal), contato direto | homem |
| Rubéola                                              | Rubella virus                                                                                              | fluidos corporais (saliva, secreção nasal), contato direto, via respiratória | homem |
| Sarampo                                              | Morbillivirus sp.                                                                                          | fluidos corporais (saliva, secreção nasal), via respiratória | homem |
| Sarcoma de Kaposi                                    | Rhadinovirus sp.                                                                                           | relações sexuais | homem |
| SARS                                                 | Coronavirus sp.                                                                                            | contato direto | homem |
| Síndrome da imunodeficiência adquirida, AIDS ou SIDA | Vírus da imunodeficiência humana                                                                           | relações sexuais, transfusão sanguínea, agulhas contaminadas, transmissão congênita | primatas |
| Varicela ou catapora                                 | Varicellovirus sp.                                                                                         | fluidos corporais (saliva), contato direto | homem |
| Varíola                                              | Orthopoxvirus sp.                                                                                          | fluidos corporais (saliva), contato direto, objetos contaminados, via respiratória | homem |
| Verruga genital                                      | Vírus do papiloma humano                                                                                   | relações sexuais | homem |
| Verruga plantar                                      | Vírus do papiloma humano                                                                                   | banhos e piscinas públicas, calçados contaminados | homem |

Obs: há grande debate na comunidade científica sobre se os vírus devem ser considerados seres vivos ou não. Como característica de ser vivo, eles podem reproduzir-se. Já as características de organismo não vivo incluem a falta metabolismo próprio e a não constituição por uma ou mais células.

## Bacterioses
| Nome popular                                     | Agente etiológico | Forma de contágio | Hospedeiro                                                                   |
| ------------------------------------------------ | --- | --- | ---------------------------------------------------------------------------- |
| Abcesso                                          | Staphylococcus aureus, Corynebacterium pyogenes, Corynebacterium pseudotuberculosis, Escherichia coli, Actinomyces necrophorus, Mycobacterium tuberculosis, Pseudomona aeruginosa                                                                                                   | infecções por bactérias, compostos químicos (essência de terebintina), agulhas contaminadas | mamíferos                                                                    |
| Actinomicose                                     | Actinomyces israelii, Actinomyces bovis, Actinomyces gerencseriae, Actinomyces naeslundii, Actinomyces meyeri, Actinomyces odontolyticus, Propionibacterium propionicus | mordida de animais infectados | homem, bovinos, suínos, cavalos, cães, ovelhas e raramente animais selvagens |
| Bartonelose                                      | Bartonella bacilliformis | picada de artrópodes hematófagos, como pulgas, mosquitos e carrapatos | homem                                                                        |
| Botulismo                                        | Clostridium botulinum | alimentos contaminados | homem, bovinos, equinos, caprinos e ovinos                                   |
| Bronquiectasia                                   | Staphylococcus aureus, Pseudomonas aeruginosa, Klebsiella pneumoniae, Bordetella pertussis, Mycoplasma pneumoniae | infecções por vírus, bactérias, fungos e micoplasmas, fibrose cística, obstruções brônquicas por corpos estranhos, inalação de vapores e gases tóxicos, drogas (heroína), transmissão congênita                | homem                                                                        |
| Bronquite                                        | Chlamydia pneumoniae, Bordetella pertussis, Mycoplasma pneumoniae, Haemophilus influenzae, Streptococcus sp. | infecções por vírus ou bactérias, poeira, ar poluído, vapores de gases tóxicos, fumaça do cigarro | aves, homem                                                                  |
| Brucelose                                        | Brucella melitensis, Brucella abortus, Brucella suis, Brucella ovis, Brucella canis, Brucella neotomae, Brucella maris, Brucella cetaceae, Brucella pinnipediae | contato direto com animais infectados, consumo do seu leite e derivados não pasteurizados | mamíferos                                                                    |
| Cancro mole                                      | Haemophylus ducreyi | relações sexuais | homem                                                                        |
| Carbúnculo, antraz ou antrax                     | Bacillus anthracis | contato direto com animais infectados ou com seus produtos (carne, lã) | mamíferos herbívoros (vaca, cabra, ovelha, camelo, antílope), homem          |
| Cárie                                            | Streptococcus mutans, Streptococcus sobrinus | acúmulo de alimentos que contenham carboidratos | homem                                                                        |
| Cistite                                          | Escherichia coli | gravidez, climatério, obstrução urinária, corpos estranhos, hábitos de higiene inadequados, diabetes, relações sexuais                                                                                         | homem                                                                        |
| Clamídia                                         | Chlamydia sp. | relações sexuais | homem                                                                        |
| Cólera                                           | Vibrio cholerae | água e alimentos contaminados com cistos | homem                                                                        |
| Colibacilose                                     | Escherichia coli | água e alimentos contaminados, transmissão congênita | aves                                                                         |
| Diarreia                                         | Staphylococcus sp., Salmonella sp., Shigella sp., Cryptosporidium sp., Campylobacter sp., Escherichia coli, Clostridium difficile, Bacillus cereus | infecções por vírus, bactérias ou parasitas, água e alimentos contaminados, efeitos colaterais de drogas, intolerância à lactose                                                                               | homem                                                                        |
| Difteria ou crupe                                | Corynebacterium diphteriae | fluidos corporais (saliva), contato direto | homem                                                                        |
| Doença de Lyme ou borreliose                     | Borrelia burgdorferi | picada do carrapato Ixodes scapularis | aves, mamíferos                                                              |
| Ectima                                           | Streptococcus pyogenes, Stafilococcus aureus | ferimentos na pele, picada de insetos | mamíferos, homem                                                             |
| Erisipela ou linfangite estreptocócica           | Streptococcus sp. | ferimentos na pele, micose interdigital (frieiras) | homem                                                                        |
| Erisipeloide                                     | Erysipelothrix insidiosa | contato sanguíneo com um animal ou carne infectado (geralmente um arranhão, mordida ou por contato com carne crua ou mal passada)                                                                              | homem                                                                        |
| Estafilococose                                   | Staphyloccocus sp. | | aves                                                                         |
| Escarlatina                                      | Streptococcus pyogenes | fluidos corporais (saliva, secreção nasal) | homem                                                                        |
| Faringite                                        | Streptococcus pyogenes | infecções por vírus, bactérias ou fungos, objetos contaminados, ar poluído, compostos químicos | homem                                                                        |
| Febre botonosa ou febre maculosa do Mediterrâneo | Rickettsia conorii | picada de carrapato Riphicephalus sanguineus | mamíferos, homem                                                             |
| Febre maculosa ou febre do carrapato             | Rickettsia rickettsii | picada do carrapato Amblyomma cajennense | mamíferos                                                                    |
| Febre paratifoide                                | Salmonella paratyphi | água e alimentos contaminados, hábitos de higiene inadequados, objetos contaminados | homem                                                                        |
| Febre purpúrica brasileira                       | Haemophilus influenzae | contato direto, objetos contaminados | homem                                                                        |
| Febre Q                                          | Coxiella burnetii | fluidos corporais (muco vaginal, leite, fezes, urina, sêmen) | gado, ovelha, cabra, gato, cachorro, homem                                   |
| Febre tifoide                                    | Salmonella typhi | água e alimentos contaminados, contato direto, objetos contaminados | homem                                                                        |
| Gangrena gasosa                                  | Clostridium perfringens, Clostridium novyi, Clostridium septicum, Clostridium hystoliticum, Clostridium bifermentanse, Clostridium fallax | traumatismo (com ou sem fratura) ou ferimentos na pele | homem                                                                        |
| Gastrite                                         | Helicobacter pylori | infecções por vírus, fungos ou parasitas, refluxo biliar, anti-inflamatórios não esteroides, doenças auto-imunes, consumo excessivo de álcool e cafeína, certos tipos de radiação, estresse, fumaça do cigarro | homem                                                                        |
| Gonorreia ou blenorragia                         | Neisseria gonorrheae | relações sexuais | homem                                                                        |
| Impetigo                                         | Staphylococcus aureus, Streptococcus pyogenes | ferimentos na pele | homem                                                                        |
| Legionelose                                      | Legionella pneumophyla | água contaminada | homem                                                                        |
| Lepra ou hanseníase                              | Mycobacterium leprae | fluidos corporais (saliva, secreção nasal), via respiratória | homem                                                                        |
| Leptospirose ou síndrome de Weil                 | Leptospira sp. | água, alimentos ou solo contaminados pela urina de animais infectados | mamíferos, homem                                                             |
| Linfogranuloma venéreo                           | Chlamydia trachomatis | relações sexuais | homem                                                                        |
| Listeriose                                       | Listeria monocytogenes | alimentos contaminados | aves, mamíferos                                                              |
| Melioidose                                       | Burkholderia pseudomallei | água e solo contaminados | mamíferos                                                                    |
| Meningite                                        | Haemophilus influenzae, Streptococcus pneumoniae, Neisseria meningitidis, Listeria mocytogenes, Staphylococcus aureus | infecções por vírus, bactérias, fungos e parasitas, via respiratória, fratura craniana, drogas | homem                                                                        |
| Meningococcemia                                  | Neisseria meningitidis | fluidos corporais (saliva) | homem                                                                        |
| Micoplasmose                                     | Mycoplasma sp. | mordida de animais contaminados, transmissão congênita | aves, mamíferos, homem                                                       |
| Mormo ou lamparão                                | Burkholderia mallei | água e alimentos contaminados | cavalos, asnos, mulas, cachorros, gatos, bodes, homem                        |
| Pasteurelose ou septicemia hemorrágica           | Pasteurella sp. | vias aéreas, fluidos corporais (saliva, secreções nasais), contato direto | aves, mamíferos                                                              |
| Pertússis ou coqueluche                          | Bordetella pertussis | fluidos corporais (saliva, secreções nasais) | homem                                                                        |
| Peste negra ou peste bubônica                    | Yersinia pestis | picada da pulga do rato-preto, fluidos corporais (saliva, secreções nasais) | roedores, homem                                                              |
| Pneumonia                                        | Chlamydophila pneumoniae, Chlamydophila psittaci, Coxiella burnetii, Escherichia coli, Haemophilus influenzae, Klebsiella pneumoniae, Legionella pneumophila, Moraxella catarrhalis, Mycoplasma pneumoniae, Pseudomonas aeruginosa, Staphylococcus aureus, Streptococcus pneumoniae | infecções por bactérias, vírus e fungos, reações alérgicas | homem                                                                        |
| Psitacose ou ornitose                            | Miyagawanella ornithosis | fluidos corporais (fezes, secreções nasais) | aves                                                                         |
| Salmonelose                                      | Salmonella enterica | alimentos contaminados, transmissão direta fecal-oral | aves, mamíferos, homem                                                       |
| Shigelose                                        | Shigella sp. | água e alimentos contaminados, hábitos de higiene inadequados, moscas | aves                                                                         |
| Sífilis                                          | Treponema pallidum | relações sexuais, transmissão congênita | homem                                                                        |
| Síndrome do choque tóxico                        | Staphylococcus aureus, Streptococcus pyogenes | corte ou queimadura na pele | homem                                                                        |
| Sinusite                                         | Haemophilus influenzae, Streptococcus pneumoniae, Moraxella catarrhalis, Staphylococcus aureus | gripe, alergia, desvio do septo nasal, más condições climáticas | homem                                                                        |
| Tétano                                           | Clostridium tetani | corte ou queimadura na pele, objetos contaminados | homem                                                                        |
| Tifo                                             | Rickettsia prowazekii, Rickettsia typhi | piolho / picada da pulga do rato Xenopsylla cheopis | homem                                                                        |
| Tifo do mato ou febre tsutsugamushi              | Orientia tsutsugamushi | picada do carrapato do gênero Leptotrombidium | mamíferos, homem                                                             |
| Tracoma                                          | Chlamydia trachomatis | fluidos corporais (saliva, lágrimas, secreções nasais), objetos contaminados | homem                                                                        |
| Tuberculose                                      | Mycobacterium tuberculosis, Mycobacterium avium | fluidos corporais (saliva, secreções nasais) | aves, mamíferos, homem                                                       |
| Tularemia                                        | Francisella tularensis | picada de inseto, contato direto | peixes, répteis, aves, roedores, homem                                       |
| Úlcera                                           | Helicobacter pylori | estresse | homem                                                                        |
| Vibriose ou campilobacteriose                    | Campylobacter foetus | relações sexuais | bovinos                                                                      |

## Protozooses
| Nome popular                                       | Agente etiológico                                | Forma de contágio | Hospedeiro                                                    |
| -------------------------------------------------- | ------------------------------------------------ | --- | ------------------------------------------------------------- |
| Acantamoebíase                                     | Acanthamoeba culbertsoni                         | água e uso de lentes contaminadas, aspiração de pó com cistos                                                                    | homem                                                         |
| Amebíase ou disenteria amébica                     | Entamoeba histolytica                            | água e alimentos contaminados, hábitos de higiene inadequados                                                                    | homem                                                         |
| Balantidiose                                       | Balantidium coli                                 | água e alimentos contaminados, hábitos de higiene inadequados                                                                    | homem, suínos                                                 |
| Criptosporidíase                                   | Cryptosporidium parvum, Cryptosporidium hominis  | água e alimentos contaminados | répteis, aves, mamíferos, homem                               |
| Diarreia                                           | Entamoeba histolytica, Giardia lamblia           | infecções por vírus, bactérias ou parasitas, água e alimentos contaminados, efeitos colaterais de drogas, intolerância à lactose | homem                                                         |
| Doença de Chagas ou tripanossomíase americana      | Trypanosoma cruzi                                | picada do barbeiro (Triatoma infestans), transfusão sanguínea                                                                    | homem, gambá                                                  |
| Doença do sono ou tripanossomíase africana         | Trypanosoma brucei                               | picada da mosca tsé-tsé | homem                                                         |
| Eimeriose ou coccidiose                            | Eimeria sp.                                      | água e alimentos contaminados | aves, ovinos jovens                                           |
| Encefalite amebiana granulomatosa                  | Balamuthia mandrillaris,Acanthamoeba culbertsoni | inalação de água ou pó com cistos                                                                                                | primatas                                                      |
| Giardíase                                          | Giardia lamblia                                  | água e alimentos contaminados, hábitos de higiene inadequados                                                                    | homem, cães, gatos, bovinos                                   |
| Histomoníase                                       | Histomonas meleagridis                           | | aves                                                          |
| Isosporíase                                        | Isospora belli                                   | água e alimentos contaminados | homem                                                         |
| Leishmaniose, calazar ou úlcera de Bauru           | Leishmania sp.                                   | picada dos mosquitos dos gêneros Phlebotomus e Lutzomyia                                                                         | homem                                                         |
| Malária ou paludismo                               | Plasmodium sp.                                   | picada dos mosquitos do gênero Anopheles e Lutzomyia                                                                             | homem                                                         |
| Naegleríase ou meningoencefalite amebiana primária | Naegleria fowleri                                | água contaminada | aves, homem                                                   |
| Babesiose ou piroplasmose                          | Babesia canis, Babesia equi, Babesia caballi     | picada de carrapato | equinos, bovinos, caninos                                     |
| Toxoplasmose                                       | Toxoplasma gondii                                | água e alimentos contaminados, transmissão congênita                                                                             | aves, suínos, caprinos, bovinos, roedores, cães, gatos, homem |
| Tricomoníase                                       | Trichomonas vaginalis                            | relações sexuais, contato com roupas íntimas contaminadas, hábitos de higiene inadequados                                        | homem                                                         |

## Micoses
| Nome popular                             | Agente etiológico | Forma de contágio | Hospedeiro                           |
| ---------------------------------------- | --- | --- | ------------------------------------ |
| Antracnose                               | Várias espécies do gênero Colletotrichum | | plantas                              |
| Aspergilose                              | Aspergillus fumigatus | água e alimentos contaminados | aves, bovinos, homem                 |
| Blastomicose                             | Blastomyces dermatitidis | inalação dos esporos | cães, homem                          |
| Bronquiectasia                           | Aspergillus sp., Histoplasma sp. | infecções por vírus, bactérias, fungos e micoplasmas, fibrose cística, obstruções brônquicas por corpos estranhos, inalação de vapores e gases tóxicos, drogas (heroína), transmissão congênita | homem                                |
| Candidíase                               | Candida albicans | relações sexuais, deficiência do sistema imunológico, antibióticos, diabetes | homem                                |
| Coccidioidomicose                        | Coccidioides immitis | inalação dos esporos | homem                                |
| Criptococose                             | Cryptococcus neoformans | inalação dos esporos | homem                                |
| Criptococose pulmonar                    | Criptococcus neoformans | inalação dos esporos | mamíferos (cães, golfinhos, homem)   |
| Dermatite seborreica, seborreia ou caspa | Malassezia furfur | desconhecida (provavelmente uma reação alérgica ao fungo) | homem                                |
| Dermatofitose ou micose                  | Trichophyton sp., Microsporum sp. | contato direto | cães, gatos, homem                   |
| Esofagite                                | Candida sp. | refluxo gastroesofágico, ingestão de soda cáustica | homem                                |
| Esporotricose                            | Sporothrix schenckii | ferimentos na pele | cães, gatos, homem                   |
| Gomose                                   | Phytophthora sp. | | plantas                              |
| Histoplasmose                            | Histoplasma capsulatum | inalação dos esporos | homem                                |
| Mucormicose ou zigomicose                | Mucor sp., Rhizopus sp., Pythium sp., Apophysomyces sp., Absidia sp., Mortierella sp., Cunninghamella sp., Saksenaea sp., Syncephalastrum sp., Cokeromyces sp., Entomophthorales sp., Basidiobolus ranarum, Mucorales sp. | corte na pele, ingestão de zoósporos | equinos, bovinos, cães, gatos, homem |
| Paracoccidioidomicose                    | Paracoccidioides brasiliensis | inalação dos esporos | homem                                |
| Pitiríase versicolor ou impigem          | Rhizopus arrhizus, Absidia corymbifera, Mucor sp. | contato direto | homem                                |
| Pneumocistose                            | Pneumocystis carinii, Pneumocystis jiroveci | fluidos corporais (saliva) | homem                                |

## Zoonoses

### Verminoses
| Nome popular                              | Agente etiológico | Forma de contágio                                                                                              | Hospedeiro                                                                                |
| ----------------------------------------- | --- | --- | ----------------------------------------------------------------------------------------- |
| Ancilostomíase, ancilostomose ou amarelão | Ancylostoma duodenale | penetração da larva na pele                                                                                    | homem                                                                                     |
| Anisaquíase                               | Anisakis sp. | ingestão das larvas, ingestão de peixe cru ou mal cozido                                                       | crustáceos, peixes, lulas, homem                                                          |
| Ascaridíase                               | Ascaris lumbricoides | ingestão dos ovos                                                                                              | homem                                                                                     |
| Bicho geográfico                          | Ancylostoma braziliense, Ancylostoma caninum, Ancylostoma stenocephaloa                                                                  | contato com fezes e urina de cães e gatos                                                                      | gatos, cães, homem                                                                        |
| Capilaríase                               | Capillaria sp. | ingestão de peixes de água doce mal-cozidos ou por ingestão de água ou alimentos contaminados                  | gatos, cães, homem                                                                        |
| Cisticercose                              | Taenia solium | água e verduras contaminadas com os ovos                                                                       | porco, homem                                                                              |
| Clonorquíase                              | Clonorchis sinensis | água e alimentos contaminados, ingestão de carne mal cozida                                                    | homem                                                                                     |
| Difilobotríase                            | Diphyllobothrium sp. | ingestão de peixes crus, mal cozidos ou defumados em temperatura inadequada                                    | peixes, homem                                                                             |
| Dipilidiose                               | Dipylidium caninum | picada de pulgas                                                                                               | gatos, cães, homem                                                                        |
| Dirofilariose                             | Dirofilaria immitis | picada dos mosquitos dos gêneros Culex, Aedes e Anopheles                                                      | mamíferos                                                                                 |
| Dracunculíase                             | Dracunculus medinensis | ingestão de água contendo copépodes da ordem Cladocera (pulgas-d’água) infestados por larvas do verme-da-guiné | mamíferos                                                                                 |
| Enterobíase, enterobiose ou oxiurose      | Enterobius vermicularis | ingestão dos ovos                                                                                              | primatas                                                                                  |
| Equinococose                              | Echinococcus granulosus, Echinococcus multilocularis                                                                                     | ingestão de ovos ou cistos                                                                                     | ovinos, cães, homem                                                                       |
| Equinostomíase                            | Echinostoma sp. | ingestão dos cistos                                                                                            | caramujos do gênero Lymnaea, aves, mamíferos                                              |
| Esparganose                               | Spirometra sp. | água contaminada, ingestão de peixe e carne crua ou mal cozida                                                 | peixes, anfíbios, répteis, aves, mamíferos, homem                                         |
| Esquistossomose ou bilharzíase            | Schistosoma mansoni, Schistosoma japonicum, Schistosoma hematobium, Schistosoma intercalatum, Schistosoma mekongi, Schistosoma malayense | penetração da larva na pele                                                                                    | caramujos Biomphalaria glabrata, Biomphalaria tenagophila e Biomphalaria straminea, homem |
| Estrongiloidíase                          | Strongyloides stercoralis | penetração da larva na pele                                                                                    | primatas                                                                                  |
| Fasciolíase ou fasciolose                 | Fasciola hepatica, Fasciola gigantica | alimentos contaminados por cistos                                                                              | caramujo do gênero Lymnaea, homem                                                         |
| Filaríase, filariose ou elefantíase       | Wuchereria bancrofti, Brugia malayi, Brugia timori                                                                                       | picada de mosquitos dos gêneros Culex, Anopheles, Mansonia e Aedes                                             | homem                                                                                     |
| Gnatostomíase                             | Gnathostoma sp. | ingestão de carne mal cozida                                                                                   | peixes, répteis, mamíferos                                                                |
| Himenolepíase                             | Hymenolepis nana | água e alimentos contaminados, hábitos de higiene inadequados                                                  | roedores, homem                                                                           |
| Hipertensão portal                        | Schistosoma sp. | | homem                                                                                     |
| Loaíase                                   | Loa loa | picada de moscas da Tabanidae, especialmente as do género Crysops                                              | homem                                                                                     |
| Mansonelose                               | Mansonella sp. | picada de mosquitos do gênero Culicoides                                                                       | homem                                                                                     |
| Necatoríase                               | Necator americanus | penetração da larva na pele                                                                                    | homem                                                                                     |
| Oesofagostomíase                          | Oesophagostomum sp. | | mamíferos                                                                                 |
| Oncocercose                               | Onchocerca volvulus | picada do mosquito Simulium damnosum                                                                           | homem                                                                                     |
| Paragonimíase                             | Paragonimus westermani | ingestão de frutos-do-mar contaminados                                                                         | caracol do género Oncomelania, cães, felinos, homem                                       |
| Platinosomose                             | Platynosomum sp. | ingestão do hospedeiro intermediário                                                                           | caracol, lagartixas, sapos, gatos                                                         |
| Teníase                                   | Taenia solium / Taenia saginata | carne de porco / boi crua ou mal-cozida                                                                        | suínos, bovinos, homem                                                                    |
| Toxocaríase                               | Toxocara canis / Toxocara catis | contato com fezes de cães / gatos, água e alimentos contaminados                                               | cães, gatos, homem                                                                        |
| Tricuríase                                | Trichuris trichiura | alimentos contaminados                                                                                         | homem                                                                                     |
| Triquinelose                              | Trichinella sp. | ingestão de carne de porco mal cozida                                                                          | porco, homem                                                                              |

### Porartrópodes
| Nome popular       | Agente etiológico                                                           | Forma de contágio                                                 | Hospedeiro               |
| ------------------ | --------------------------------------------------------------------------- | ----------------------------------------------------------------- | ------------------------ |
| Acne               | Demodex sp.                                                                 | obstrução dos poros da pele com acúmulo de sebo                   | homem                    |
| Berne              | Dermatobia hominis                                                          | ovos depositados sobre a pele                                     | mamíferos                |
| Escabiose ou sarna | Sarcoptes scabiei                                                           | contato direto, contato com roupas contaminadas                   | cães, gatos, homem       |
| Escarabíase        | Ontophagus sp.                                                              |                                                                   | homem                    |
| Linguatulose       | Linguatula sp.                                                              |                                                                   | mamíferos                |
| Miíase             | várias espécies de moscas                                                   | ovos depositados sobre tecidos vivos                              | homem                    |
| Pentastomíase      | Porocephalus sp., Armillifer sp., Raillietiella sp., Cephalobaena tetrapoda | água e alimentos contaminados, ingestão de carne mal cozida       | répteis, aves, mamíferos |
| Pediculose         | Pediculus humanus, Pthirus pubis                                            | contato direto, contato com roupas contaminadas, relações sexuais | mamíferos                |
| Trombiculose       | Trombicula autumnalis                                                       |                                                                   | homem                    |
| Tungíase           | Fêmea de Tunga penetrans                                                    | penetração do adulto na pele                                      | homem                    |